# Cance (Rhône)
Die Cance ist ein Fluss in Frankreich, der im Département Ardèche in der Region Auvergne-Rhône-Alpes verläuft. Sie entspringt beim Col des Baraques, im Gemeindegebiet von Saint-Julien-Vocance, entwässert zunächst Richtung Nordost, schwenkt bei Annonay nach Südost, später nach Ost und mündet nach rund 41 Kilometern beim Ort Cance, an der Gemeindegrenze von Sarras und Andance als rechter Nebenfluss in die Rhône.

## Orte am Fluss
- Saint-Julien-Vocance
- Vocance
- Villevocance
- Annonay
- Vernosc-lès-Annonay
- Cance, Gemeinde Andance